# Megaselia latifemorata
Megaselia latifemorata är en tvåvingeart som först beskrevs av Becker 1901.  Megaselia latifemorata ingår i släktet Megaselia och familjen puckelflugor. Arten är reproducerande i Sverige. Inga underarter finns listade i Catalogue of Life.